# Ready-made

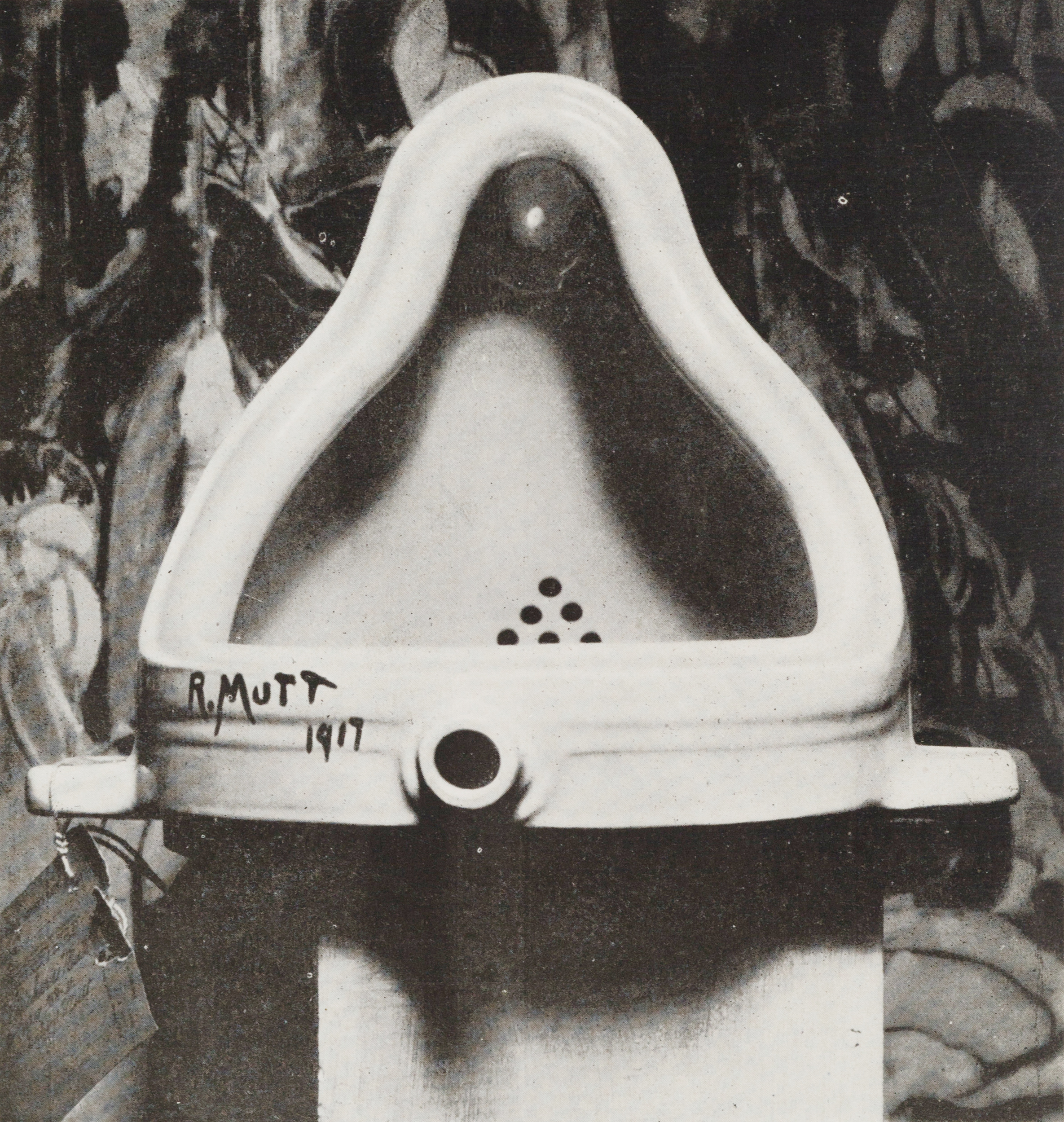
Пісуар, виставлений як свій витвір мистецтва у 1917 Марселем Дюшаном

Ready-made ('реді-мейд', від англ. ready — готовий, і made — зроблений) — техніка в різних видах мистецтва (головним чином — в образотворчому мистецтві і в літературі), при якій автор представляє як свій твір деякий об'єкт або текст, створений не ним самим і (на відміну від плагіату) не з художніми цілями. Тільки стосовно до поезії в майже ідентичному значенні використовується інший англомовний термін found poetry («знайдена поезія»).

## Історія
Термін ready-made у контексті образотворчого мистецтва вперше використав французький художник Марсель Дюшан в 1913, який створив у цій техніці декілька робіт: «Велосипедне колесо» (1913), «Сушарка для пляшок» (1914), скандальний «Фонтан» (1917). Авторство художника чи письменника, котрий використовує ready-made, полягає в переміщенні предмета з нехудожнього простору в художній, завдяки чому предмет відкривається з несподіваного боку, в ньому проступають не помітні поза художнім контекстом властивості. Наприклад, поет Віра Павлова переписує у вигляді вірша замітку з енциклопедичного словника про гологамію:
|  | Гологамія (грец. holos — повний, Gamos — шлюб) — найпростіший тип статевого процесу (у деяких Зелених водоростей, нижчих грибів), За якого зливаються не статеві Клітини, а цілі особини.Оригінальний текст (рос.) Гологамия (греч. holos — полный, Gamos — брак) — простейший тип Полового процесса (у некоторых Зеленых водорослей, низших грибов), При котором сливаются не половые Клетки, а целые особи. |

При цьому в описі маловідомого неспеціалістам біологічного явища виступає метафора любові, що припускає повне злиття душ і тіл.
У сучасній поезії різниця між ready-made і found poetry полягає у ставленні до використовуваного матеріалу. Зразком першого випадку можемо вважати flarf, коли поет повністю абстрагується від використовуваного тексту, часто, скомпільованого комп'ютером. Випадок found poetry ближчий до технік постмодернізму, оскільки передбачається авторство цитати.

## Вплив на масову культуру
- У фільмі Про що говорять чоловіки є відсилання до реді-мейд мистецтва (фонтан Дюшана), коли один з персонажів не може визначити чи вивіска «Туалет закритий» є вивіскою, чи витвором мистецтва[1].
- Jean-Marc Rouvière: Au prisme du readymade, incises sur l'identité équivoque de l'objet préface de Philippe Sers et G. Litichevesky, Paris L'Harmattan 2023. ISBN 978-2-14-031710-1

## Представники
- Марсель Дюшан
- Сальвадор Далі
- Альберто Джакометті
- Хуан Міро
- Роберт Раушенберг
- Зігмар Польке